# Гэри, Лоррейн
Лоррейн Гэри (англ. Lorraine Gary; род. 16 августа 1937) — американская актриса, наиболее известная по роли Эллен Броуди в фильмах «Челюсти», «Челюсти 2» и «Челюсти: Месть».
Помимо этого Гэри снялась в таких фильмах, как «Я никогда не обещала вам розового сада» (1977), «Тысяча девятьсот сорок первый» (1979) и некоторых других. В 1960-х и 1970-х годах Лоррейн снималась в основном на телевидении, где у неё были роли в сериалах «ФБР», «Айронсайд», «Доктор Маркус Уэлби», «Новобранцы» и «Коджак». Персонаж Лоррейн Бейнс в трилогии фильмов «Назад в будущее» названа в честь Гэри.
С 1956 года Лоррейн Гэри замужем за продюсером Сидни Шайнбергом, от которого родила двоих детей.